# Var-e Zard (ort i Iran)
Var-e Zard (persiska: ور زرد) är en ort i Iran.   Den ligger i provinsen Chahar Mahal och Bakhtiari, i den centrala delen av landet, 400 km söder om huvudstaden Teheran. Var-e Zard ligger 1 464 meter över havet och antalet invånare är 445.
Terrängen runt Var-e Zard är bergig åt sydväst, men åt nordost är den kuperad. Var-e Zard ligger nere i en dal. Runt Var-e Zard är det ganska glesbefolkat, med 38 invånare per kvadratkilometer. Närmaste större samhälle är Refen, 7,5 km sydost om Var-e Zard. Omgivningarna runt Var-e Zard är i huvudsak ett öppet busklandskap.